# Plaxo
Plaxo es una libreta de direcciones en línea que se lanzó en 2002. Ha sido una filial de la compañía de televisión por cable Comcast desde 2008. En un momento ofreció un servicio de redes sociales.

## Historia
La compañía fue fundada por Sean Parker y dos estudiantes de ingeniería de la Universidad de Stanford, Todd Masonis y Cameron Ring. Rikk Carey se unió a Plaxo en su inicio y lideró la ingeniería y los productos durante seis años como Vicepresidente Ejecutivo. Financiado por capital de riesgo, incluyendo fondos de Sequoia Capital, el servicio se lanzó oficialmente el 12 de noviembre de 2002. 
El 7 de julio de 2005, Plaxo anunció que había llegado a un acuerdo con America Online para integrar su servicio de gestión de contactos con sus productos AOL y AOL Instant Messenger. 
En enero de 2007, Plaxo fue criticado por el periodista tecnológico David Coursey, que estaba molesto por recibir una serie de solicitudes de los usuarios de Plaxo para actualizar su información de contacto (similar al correo electrónico no deseado ), y se preguntó cómo planeaba ganar dinero Servicio gratuito que recopila el contacto personal y la información de la red. Sin embargo, después de "cambios en Plaxo y discusiones con los cofundadores restantes de la compañía", Coursey invirtió su postura. Plaxo también respondió a estas ediciones en una sección de su Web site. 
El 7 de mayo de 2007, Comcast anunció que se había asociado con Plaxo en el lanzamiento de su servicio de comunicaciones universal, SmartZone. 
El 4 de agosto de 2007 Plaxo anunció la versión beta pública de un servicio de redes sociales llamado Plaxo Pulse. El servicio permitió compartir contenido de múltiples fuentes diferentes a través de la web social, incluyendo blogs, fotos, servicios de redes sociales, servicios de calificación y otros. Los usuarios pueden compartir y ver contenido de forma selectiva según categorías predeterminadas (por ejemplo, amigos, familia, red de negocios) o grupos personalizados. Plaxo Pulse fue el primer sitio en ofrecer una versión de trabajo de un contenedor OpenSocial. 
En mayo de 2008, Plaxo anunció que había firmado un acuerdo que sería adquirido por Comcast. Los términos del acuerdo no fueron divulgados. Comcast completó su compra de Plaxo el 1 de julio de 2008. Ese mes el sitio web reportó 20 millones de usuarios. 
En marzo de 2010, se anunció que el CEO Ben Golub sería reemplazado por el gerente general de la compañía, Justin Miller. 
En marzo de 2011 el jefe de Plaxo de la gerencia de producto, Preston Smalley, fue nombrado director general; Al mismo tiempo, Plaxo anunció que estaba saliendo de las redes sociales, poniendo fin al servicio de redes sociales Plaxo Pulse y presentando un nuevo servicio de actualización de la libreta de direcciones.
El 1 de octubre de 2017, Plaxo notificó a sus usuarios que cerraría el servicio de Plaxo al final del día el 31 de diciembre de 2017.

## Funcionalidad
Plaxo proporcionó la actualización automática de la información de contacto. Los usuarios y sus contactos almacenaron su información en la nube en los servidores de Plaxo. Cuando el usuario editó esta información, los cambios aparecieron en las libretas de direcciones de todos aquellos que incluyeron el cambiador de cuentas en sus propias libretas. Una vez que los contactos se almacenaron en la ubicación central, fue posible enumerar las conexiones entre los contactos y acceder a la libreta de direcciones desde cualquier lugar.
Un complemento de Plaxo admitía las principales libretas de direcciones, incluidas Outlook / Outlook Express, Mozilla Thunderbird y los Contactos de macOS, iOS y BlackBerry, y otros, a través de una interfaz de programación de aplicaciones. Además, Plaxo podría mantenerse en línea.

## Plaxo 3.0
El 24 de junio de 2007, Plaxo anunció la versión beta pública de una nueva versión importante de su servicio, llamada Plaxo 3.0. El servicio enfatiza la "sincronización automática y multidireccional".

## Cobro por el servicio de sincronización de Outlook
El 30 de julio de 2009, los servicios de sincronización previamente gratuitos para Outlook se trasladaron al servicio premium (pago) de Plaxo. Según Plaxo, "este cambio nos permitirá seguir invirtiendo en el desarrollo y soporte de esta valiosa (pero costosa) característica". A los usuarios existentes del servicio gratuito se les ofreció un 20% de descuento de por vida en la prima de Plaxo. Este servicio pago se llama Platinum Sync.

## Asistente personal
El 16 de marzo de 2011, Plaxo anunció su Asistente personal que actualiza las libretas de direcciones de los usuarios con sugerencias de información disponible públicamente.

## Aplicaciones móviles
El 19 de julio de 2011, Plaxo anunció una aplicación mejorada para iPhone; una nueva aplicación BlackBerry; una aplicación de Windows Mobile; y sincronización para teléfonos Android con una aplicación que saldrá a fines de septiembre. 